# Джаралес (Нью-Мексико)
Джаралес (англ. Jarales) — переписна місцевість (CDP) в США, в окрузі Валенсія штату Нью-Мексико. Населення — 2042 особи (2020).

## Географія
Джаралес розташований за координатами 34°36′56″ пн. ш. 106°45′39″ зх. д. / 34.61556° пн. ш. 106.76083° зх. д. (34.615475, -106.760821).  За даними Бюро перепису населення США в 2010 році переписна місцевість мала площу 22,50 км², з яких 22,49 км² — суходіл та 0,00 км² — водойми.

## Демографія
Згідно з переписом 2010 року, у переписній місцевості мешкало 2475 осіб у 913 домогосподарствах у складі 661 родини. Густота населення становила 110 осіб/км².  Було 1004 помешкання (45/км²).
Расовий склад населення:
| - 80,8 % — білих - 1,3 % — корінних американців - 1,0 % — чорних або афроамериканців - 0,2 % — азіатів - 14,2 % — осіб інших рас |

До двох чи більше рас належало 2,5 %. Частка іспаномовних становила 69,0 % від усіх жителів.
За віковим діапазоном населення розподілялося таким чином: 24,8 % — особи молодші 18 років, 61,1 % — особи у віці 18—64 років, 14,1 % — особи у віці 65 років та старші. Медіана віку мешканця становила 39,5 року. На 100 осіб жіночої статі у переписній місцевості припадало 104,9 чоловіків;  на 100 жінок у віці від 18 років та старших — 101,3 чоловіків також старших 18 років.
Середній дохід на одне домашнє господарство  становив 49 912 долари США (медіана — 41 053), а середній дохід на одну сім'ю — 58 141 долар (медіана — 47 386). Медіана доходів становила 52 000 доларів для чоловіків та 31 091 долар для жінок. За межею бідності перебувало 6,3 % осіб, у тому числі 10,6 % дітей у віці до 18 років та 9,7 % осіб у віці 65 років та старших.
Цивільне працевлаштоване населення становило 830 осіб. Основні галузі зайнятості: освіта, охорона здоров'я та соціальна допомога — 40,6 %, публічна адміністрація — 14,3 %, роздрібна торгівля — 10,8 %, транспорт — 9,6 %.